# Гарольд-Кросс
Гарольд-Кросс (англ. Harold's Cross; ирл. Cros Araild) — городской район Дублина в Ирландии, находится в административном графстве Дублин (провинция Ленстер).
Один из районов Гарольд-Кросса, кладбище Монт-Жером, упомянуто в «Улиссе» как резиденция семьи Шоу.